# Old Faithful
Old Faithful i Yellowstone National Park, USA, er en gejser, som i gennemsnit springer hvert 91. minut.
Et udbrud kan indeholde mellem 14 og 32 m³ kogende vand, som skydes til en højde mellem 30 og 55 m. Det enkelte udbrud varer mellem 1½ og 5 minutter. Der er mellem 65 og 92 minutter mellem udbruddene med 91 minutter som gennemsnit. Mere end 137.000 udbrud er blevet registreret. Harry M. Woodward beskrev som den første en matematisk sammenhæng mellem længden af udbruddet og intervallet mellem udbruddene i 1938. I modsætning til almindelig antagelse er Old Faithful hverken den højeste eller største gejser i området. Denne titel tilhører den mindre forudsigelige Steamboat Geyser.
Old Faithful ligger i det gejserområde, der kaldes Upper Geyser Basin. Dette område rummer flere geotermiske forekomster end noget andet område i Yellowstone Caldera.

## Eksterne links og referencer
1. ↑  "Using Seismic Waves to Image the Yellowstone Magma Storage Region. USGS". Arkiveret fra originalen 10. august 2014. Hentet 10. august 2014.

44°27′38″N 110°49′41″V / 44.4604545°N 110.8281764°V